# Les soucoupes volantes attaquent
Pour plus de détails, voir Fiche technique et Distribution.
Les soucoupes volantes attaquent (Earth vs. the Flying Saucers) est un film américain réalisé par Fred F. Sears, sorti en 1956.

## Synopsis
Pendant les années 1950, les apparitions d'objets volants non identifiés se multiplient à travers le monde. Un jour, alors qu'ils circulent en voiture pour se rendre à la base où ils travaillent sur un projet de lancement de fusées d'observation, le docteur Russell A. Marvin et sa jeune épouse Carol sont survolés à leur tour par une soucoupe volante qui finit par disparaître.
Le docteur, alors affairé à enregistrer sur bande magnétique des informations portant sur le projet sur lequel il travaille, s'aperçoit qu'il a laissé l'appareil en marche, et qu'il a enregistré un bruit provenant de la soucoupe volante.
De retour à leur base, ils tentent en vain de faire part à leurs supérieurs militaires de l'authenticité de leur observation, sans succès. Cependant, un engin spatial est signalé par les radars, arrive au-dessus de la base et se pose. Les militaires ouvrent le feu et abattent un extraterrestre à sa sortie de la soucoupe. Les extraterrestres ripostent et finissent par détruire entièrement la base militaire.
Les protagonistes de l'histoire s'aperçoivent plus tard que le son enregistré par le docteur Marvin était en fait un message diffusé en mode accéléré fixant un rendez-vous pour une rencontre entre humains et aliens.
Dès lors, la guerre est déclarée dans le monde entier, et c'est grâce au docteur Marvin qu'une arme capable de détruire les soucoupes volantes des aliens, sera mise au point et permettra au genre humain de ressortir victorieux.

## Fiche technique
- Titre : Les soucoupes volantes attaquent
- Titre original : Earth vs. the Flying Saucers
- Réalisation : Fred F. Sears
- Scénario : George Worthing Yates et Bernard Gordon, d'après le livre Flying Saucers from Outer Space, du major Donald E. Keyhoe
- Production : Sam Katzman et Charles H. Schneer
- Société de production : Clover Productions
- Musique : Mischa Bakaleinikoff
- Photographie : Fred Jackman Jr.
- Montage : Danny B. Landres
- Direction artistique : Paul Palmentola
- Effets spéciaux : Ray Harryhausen
- Pays de production : États-Unis
- Format : Noir et blanc - 1,85:1 - Mono - 35 mm
- Genre : Science-fiction
- Durée : 83 minutes
- Date de sortie : 
  - États-Unis : juillet 1956
  - France : 17 août 1956
- Affiche : Georges Kerfyser (France)

## Distribution
- Hugh Marlowe (VF : Robert Dalban) : le docteur Russell A. Marvin
- Joan Taylor (VF : Nelly Benedetti) : Carol Marvin
- Donald Curtis (VF : Jean-Pierre Duclos) : le major Huglin
- Morris Ankrum (VF : Fernand Fabre) : le général John Hanley
- John Zaremba (VF : Philippe Mareuil) : le professeur Kanter
- Thomas Browne Henry (VF : Marc Valbel) : le vice amiral Enright
- Grandon Rhodes (VF : Abel Jacquin) : le général Edmunds
- Larry J. Blake (VF : Lucien Bryonne) : le policier à moto
- Frank Wilcox : Alfred Cassidy
- Charles Evans : Dr Alberts
- Paul Frees : Voix des extraterrestres (Non crédité)

## Autour du film
- Le tournage s'est déroulé à Los Angeles et Washington.
- Tim Burton s'est largement inspiré de ce film (entre autres) et du travail de Ray Harryhausen pour réaliser son film Mars Attacks!.

## Distinctions
- Prix du meilleur montage audio, par la Motion Picture Sound Editors en 1957.